# Anhhaf
Anhhaf ókori egyiptomi herceg és vezír a IV. dinasztia idején; Sznofru fáraó fia, Hufu testvére.

## Családja
Anhhaf viselte a „király legidősebb vér szerinti fia” címet (ami nem minden esetben jelentette ténylegesen azt, hogy a legidősebb fia, és itt is arról lehet szó, hogy egy alacsonyabb rangú feleségtől született első fia). Felesége, Hotepheresz Sznofru legidősebb leánya volt I. Hotepheresz királynétól. Ő Sznofru kultuszának papnője volt, és már korábban elhunyt, mint hogy elkészült volna férjének sírja, melyet Anhhaf már idős emberként készíttetett. A hercegnőt relieftöredékeken említik férje sírjában, saját sírjának holléte ismeretlen. Anhhafot sírjában egy Anhetef nevű kisfiúval ábrázolják, akit lányának fiaként említenek.

## Pályafutása
Anhhaf címei: „a király legidősebb, vér szerinti fia”, „vezír” és „a Thot házához tartozó Ötök nagyja”. Unokaöccse, Hafré uralma alatt szolgált vezírként. Részt vett a gízai nagy piramis építésében, és valószínűleg a Nagy Szfinxében is. 2013-ban Hufu ókori kikötőjénél előkerült papirusztöredékek egy gyűjteménye, amely Merer naplójaként lett ismert; ebben egy Merer nevű munkafelügyelő a gízai nagy piramis építésének több hónapjáról számol be. Ebben említ egy adminisztratív központot, amely Anhhaf vezír irányítása alatt állt. Ennek alapján Anhhaf tevékenysége Hufu 27. éve körülre tehető, és a piramison folyó munkálatokért akkoriban felelt, amikor az építkezés már a befejezéséhez közeledett, mert említik, hogy ebben az időben érkezett a piramis borítására használt turai mészkő. A papiruszon Anhhafot nemesemberként és Ra-si-Hufu felügyelőjeként említik; utóbbi a gízai kikötő neve, ahová a piramisépítéshez szükséges kő érkezett.

## Sírja
Anhhafot a gízai G7510-es sírba – a keleti temető legnagyobb, egész Gíza második legnagyobb masztabasírjába – temették el, amely Reisner szerint Hafré uralkodása alatt épült. Újabban építészeti és ikonográfiai jellegzetességek, valamint a sírban említett személyek címei alapján úgy tűnik, a sír építése Hufu, Dzsedefré és Hafré uralkodása alatt is folyt. A sírban megtalálták Anhhaf festett mészkő mellszobrát. A gyönyörű, realisztikus szobor az óbirodalmi szobrászat kiemelkedő alkotása, ma a bostoni Szépművészeti Múzeumban található, katalógusszáma Museum Expedition 27.442.